# Assises de la pêche et des produits de la mer
Les Assises de la pêche et des produits de la mer sont un évènement annuel organisé en France par le marin, Produits de la mer, Cultures Marines, Ouest-France. Depuis 2010, elles réunissent pendant deux jours autour de tables rondes et d'interventions,: élus, experts du monde maritime, représentants des pêcheurs et chefs d'entreprise pour préparer l'avenir de la filière et de ses milliers d’emplois,.
L’édition 2016 des assises a eu lieu les 9 et 10 juin à l’espace Atlantes des Sables-d’Olonne. Les sujets abordés au cours de cette édition étaient notamment la mise en place du fonds européen pour les affaires maritimes et la pêche (Feamp), un état des lieux du marché, le respect des normes et la traçabilité, la gestion des pêches et la rupture de marché, l’intérêt de la pasteurisation à froid, les nouveaux modes de distribution des produits de la pêche fraîche, l’évolution du mareyage ou la place du rayon marée dans les hypermarchés d’aujourd’hui,,.
Parmi les acteurs présents aux assises de la pêche, on trouve notamment les producteurs et organisations de producteurs, les mareyeurs, les entreprises de transformation, des acteurs de la distribution (grossistes, grandes et moyennes surfaces, restauration collective, restauration, groupements de poissonneries, …), des administrations françaises et européennes, des collectivités locales, des organisations non gouvernementales, des entreprises de services (conseil, certification, services financiers, …).
Les assises ont aussi pour but de faire émerger les innovations qui apparaissent dans cette filière d’excellence de l’agroalimentaire français.
L'édition 2017 de l'évènement a eu lieu à Quimper, au centre des congrès du Chapeau Rouge, les 21 et 22 septembre,.
Le renouvellement de la flotte faisait partie des thématiques évoquées lors de l'édition 2017 qui a notamment vu la venue de Stéphane Travert, ministre de l'Agriculture et de l'Alimentation.